# Okano Jun
Jun Okano (岡野 洵 (Cương-Dã Tuần) Okano Jun, sinh ngày 9 tháng 12 năm 1997) là một cầu thủ bóng đá người Nhật Bản. Anh thi đấu cho JEF United Chiba.

## Sự nghiệp

### Câu lạc bộ
Jun Okano gia nhập câu lạc bộ tại J2 League JEF United Chiba năm 2016.

### Quốc tế
Năm 2015, anh được chọn vào U-18 bởi đội ngũ người Anh cùng với Takahiro Yanagi, Reiya Morishita, Itsuki Urata, Takumi Hasegawa, Daniel Matsuzaka và Kakeru Funaki ở vị trí hậu vệ.
Ngày 30 tháng 12 năm 2017, anh được chọn vào U-20 bởi đội ngũ người Thái Lan..

## Thống kê câu lạc bộ
Cập nhật đến ngày 22 tháng 2 năm 2018.
| Thành tích câu lạc bộ | Thành tích câu lạc bộ | Thành tích câu lạc bộ | Giải vô địch | Giải vô địch | Cúp                   | Cúp                   | Tổng cộng | Tổng cộng |
| Mùa giải              | Câu lạc bộ            | Giải vô địch          | Số trận      | Bàn thắng    | Số trận               | Bàn thắng             | Số trận   | Bàn thắng |
| Nhật Bản              | Nhật Bản              | Nhật Bản              | Giải vô địch | Giải vô địch | Cúp Hoàng đế Nhật Bản | Cúp Hoàng đế Nhật Bản | Tổng cộng | Tổng cộng |
| --------------------- | --------------------- | --------------------- | ------------ | ------------ | --------------------- | --------------------- | --------- | --------- |
| 2016                  | JEF United Chiba      | J2 League             | 7            | 0            | 0                     | 0                     | 7         | 0         |
| 2017                  | JEF United Chiba      | J2 League             | 11           | 0            | 1                     | 0                     | 12        | 0         |
| Tổng                  | Tổng                  | Tổng                  | 18           | 0            | 1                     | 0                     | 19        | 0         |